# Al di là (HΛLの曲)
『al di là』（アルディラ）は、日本のバンド、HΛLの5thシングルである。2002年4月17日にavex traxより発売。

## 解説
- シングルとしては前作から約1年ぶりのリリースとなり、この作品からコピーコントロールCD仕様となる。
- タイトルはイタリア語で「遠くまで」を意味する。
- PVは所属レコード会社であるエイベックス本社内で撮影され、また、梅崎俊春と佐藤あつしの両名が出演する最後のPVである。
- 2002年1月、某スタジオにてジャケット撮影が行われた。DVD「Greatest HΛL Clips - chapter one -」のジャケット撮影も同日行われた。 [1]
- 2月7日、都内某スタジオでミュージックビデオの撮影が行われた。この日はHΛLNAの誕生日。 [2]

## 収録曲
1. al di là
作詞：HΛLNA　作曲：梅崎俊春,佐藤あつし　編曲：HΛL
ナムコ　PlayStation 2用ゲームソフト「熱チュー!プロ野球2002」テーマソング
2. Fake
作詞：HΛLNA　作曲：佐藤あつし　編曲：HΛL
3. al di là "Dub's E-bass Remix"
リミックス：Izumi"D.M.X"Miyazaki
4. al di là "D-Z versus HΛL Mix"
リミックス：D-Z
5. al di là "HΛL's Mix 2002"
リミックス：HΛL
6. al di là "TV MIX"
7. Fake "TV MIX"